# Maria Anne Wyndham
Lady Maria Anne Wyndham, baronessa Macdonald (Londra, 1819 – Folkestone, 21 aprile 1892), è stata una nobildonna inglese.

## Biografia
Era la figlia di George Thomas Wyndham, e di sua moglie, Maria Augusta Windham.

## Matrimonio
Sposò, il 21 agosto 1845, Godfrey Bosville-Macdonald, IV barone Macdonald, figlio di tenente generale Godfrey Bosville-Macdonald, III barone Macdonald, e di sua moglie, Louisa Maria la Costa. Ebbero sette figli:
- Lady Eva Maria Luisa Macdonald (?-7 febbraio 1930), sposò in prime nozze Henry Algernon Langham, sposò in seconde nozze Robert William Napier, II barone di Magdala, ebbero una figlia;
- Lady Flora Matilda Macdonald (12 marzo 1851);
- Lady Alexandrina Victoria Macdonald (?-4 marzo 1953), sposò Sir Anthony Charles Sykes Abdy, III Baronetto, ebbero tre figli;
- James Bosville-Macdonald, V barone Macdonald (2 ottobre 1849-25 dicembre 1874);
- Ronald Bosville-Macdonald, VI barone Macdonald (9 gennaio 1853-20 gennaio 1947), sposò Louisa Jane Hamilton Ross, ebbero cinque figli;
- Lady Lilian Janet Macdonald (21 gennaio 1856-20 novembre 1926), sposò Francis Mackenzie Sutherland-Leveson-Gower, II conte di Cromartie, ebbero due figlie;
- Lord Godfrey Alan Macdonald (1858-7 luglio 1858).

Ha ricoperto la carica di Lady of the Bedchamber della regina Vittoria tra il 1855 e il 1863.

## Morte
Morì il 21 aprile 1892, a Folkestone, nel Kent.